# Paemanok
Paemanok, ókori germán néptörzs Galliában, a Mosától keletre, amely a condrusokkal, a caeraesusokkal és az eburókkal együtt mintegy 40 000 embert állított ki Julius Caesar ellen. Nevüket Luxemburg egyik megyéje őrizte meg[forrás?], Julius Caesar tesz említést róluk.